# Crocidura planiceps
Crocidura planiceps — вид ссавців родини Soricidae. Зустрічається в Демократичній Республіці Конго, Ефіопії, Нігерії та Уганді. Мало що відомо про середовище проживання чи екологію цього виду